# 세드리크 바로
세드리크 바로(프랑스어: Cédric Varrault, 1980년 1월 30일 ~ )는 프랑스의 전 축구 선수이다. 현역 시절 수비수로 뛰었다.